# العلاقات التونسية الغرينادية
العلاقات التونسية الغرينادية هي العلاقات الثنائية التي تجمع بين تونس وغرينادا.

## مقارنة بين البلدين
هذه مقارنة عامة ومرجعية للدولتين:
| وجه المقارنة                                              | تونس                                       | غرينادا                                |
| --------------------------------------------------------- | ------------------------------------------ | -------------------------------------- |
| المساحة (كم2)                                             | 163.61 ألف                                 | 348                                    |
| عدد السكان (نسمة)                                         | 11.53 مليون                                | 107.83 ألف                             |
| الكثافة السكانية (ن./كم²)                                 | 70.47                                      | 30.99 ألف                              |
| العاصمة                                                   | تونس                                       | سانت جورجز                             |
| اللغة الرسمية                                             | اللغة العربية                              | لغة إنجليزية، إنكليزية غرنادة المولدة ‏ |
| العملة                                                    | دينار تونسي                                | دولار شرق الكاريبي                     |
| الناتج المحلي الإجمالي (بليون دولار)                      | 40.26 مليار                                | 1.12 مليار                             |
| الناتج المحلي الإجمالي (تعادل القوة الشرائية) بليون دولار | 129.05 مليار                               | 1.45 مليار                             |
| الناتج المحلي الإجمالي الاسمي للفرد دولار أمريكي          | 3.87 ألف                                   | 9.21 ألف                               |
| الناتج المحلي الإجمالي للفرد دولار أمريكي                 | 11.44 ألف                                  | 12.43 ألف                              |
| مؤشر التنمية البشرية                                      | 0.721                                      | 0.750                                  |
| رمز المكالمات الدولي                                      | +216                                       | +1473                                  |
| رمز الإنترنت                                              | .tn                                        | .gd                                    |
| المنطقة الزمنية                                           | ت ع م+01:00، توقيت وسط أوروبا، ت ع م+02:00 | 00                                     |

## منظمات دولية مشتركة
يشترك البلدان في عضوية مجموعة من المنظمات الدولية، منها:
| علم المنظمة | اسم المنظمة                               | تاريخ انضمام تونس | تاريخ انضمام غرينادا |
| ----------- | ----------------------------------------- | ----------------- | -------------------- |
|             | يونسكو                                    | 8 نوفمبر 1956     | 17 فبراير 1975       |
|             | مؤسسة التمويل الدولية                     | 25 يوليو 1962     | 28 أغسطس 1975        |
|             | المركز الدولي لتسوية المنازعات الاستشارية | 14 أكتوبر 1966    | 23 يونيو 1991        |
|             | منظمة حظر الأسلحة الكيميائية              | ?                 | ?                    |
|             | مؤسسة التنمية الدولية                     | 30 ديسمبر 1960    | 28 أغسطس 1975        |
|             | منظمة التجارة العالمية                    | ?                 | ?                    |
|             | وكالة ضمان الاستثمار متعدد الأطراف        | 7 يونيو 1988      | 12 أبريل 1988        |
|             | الاتحاد البريدي العالمي                   | ?                 | ?                    |
|             | الاتحاد الدولي للاتصالات                  | 14 ديسمبر 1956    | 17 نوفمبر 1981       |
|             | منظمة الشرطة الجنائية الدولية             | ?                 | ?                    |
|             | الأمم المتحدة                             | 12 نوفمبر 1956    | 17 سبتمبر 1974       |
|             | البنك الدولي للإنشاء والتعمير             | 14 أبريل 1958     | 27 أغسطس 1975        |

## وصلات خارجية
- موقع وزارة الخارجية التونسية